# Bernd Hölzenbein

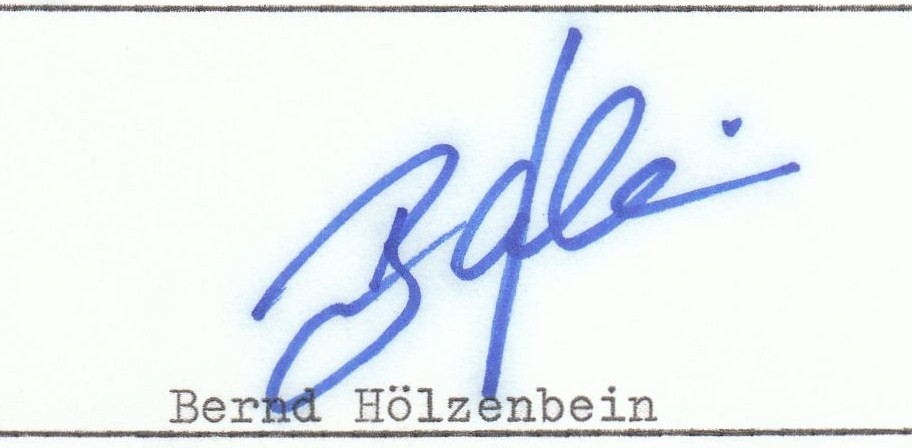
Autogramm von Bernd Hölzenbein

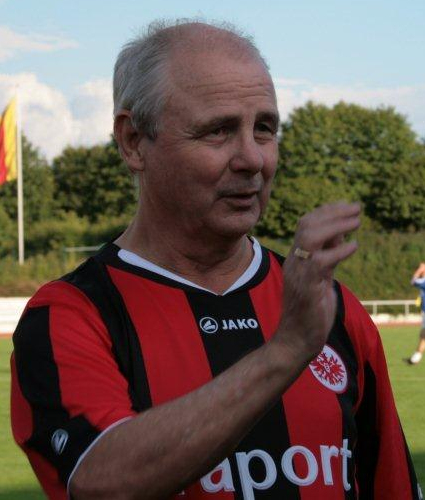
Bernd Hölzenbein (2010)

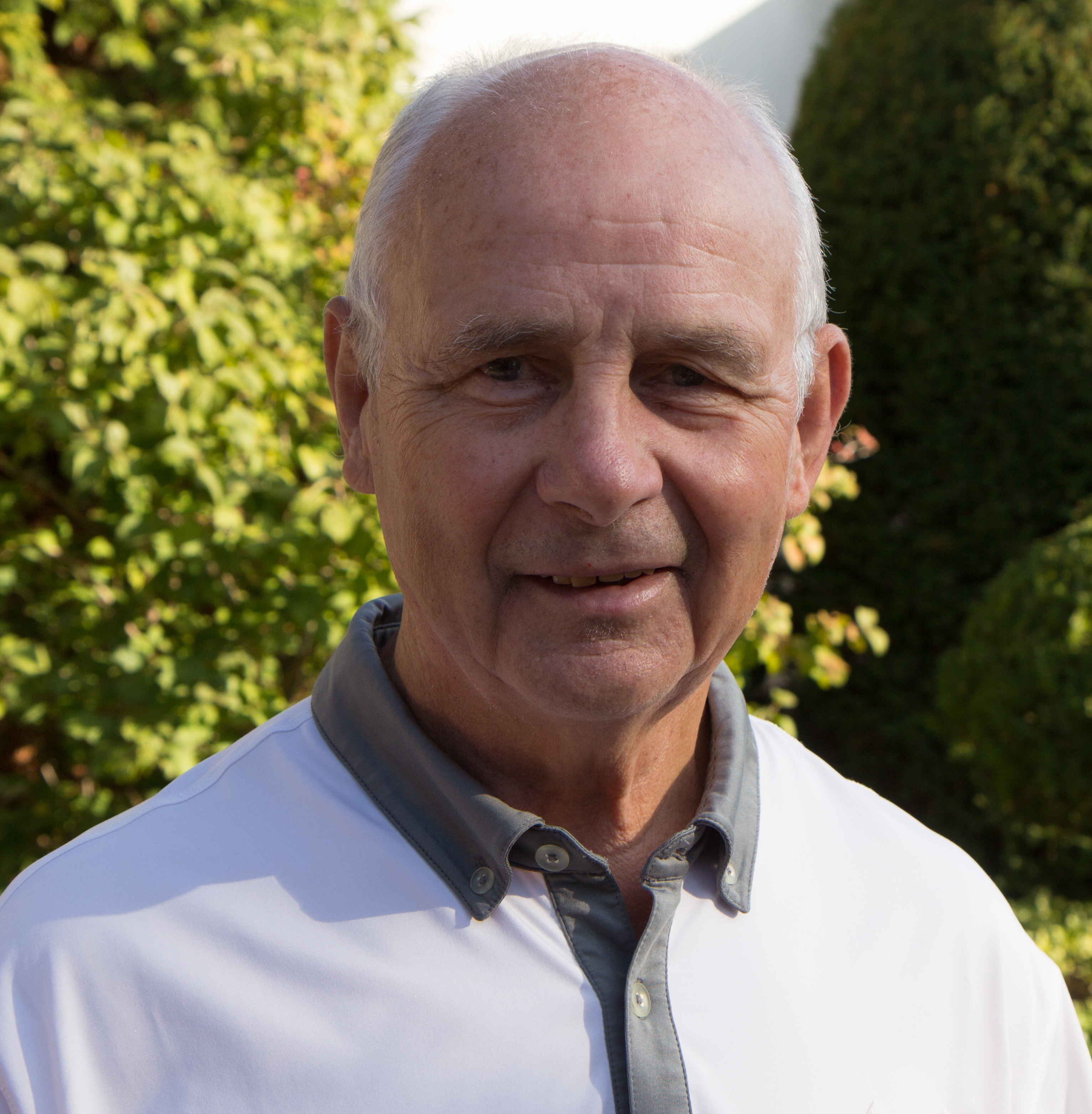
Bernd Hölzenbein (2018)

Bernd Hölzenbein (* 9. März 1946 in Dehrn, heute Stadtteil von Runkel; † 15. April 2024) war ein deutscher Fußballspieler und Fußballfunktionär. Hölzenbein wurde mit der deutschen Nationalmannschaft 1974 Weltmeister und erreichte mit ihr das Finale der Europameisterschaft von 1976. Mit Eintracht Frankfurt, für die er in 420 Bundesligaspielen 160 Tore erzielte, womit er Rekordtorschütze des Vereins ist, gewann er im Jahr 1980 den UEFA-Pokal und dreimal den DFB-Pokal. Von 1988 bis 1994 war Hölzenbein Vizepräsident von Eintracht Frankfurt.

## Sportliche Laufbahn

### Vereinskarriere
Er spielte als Jugendspieler und Amateur in seinem Geburtsort beim TuS Dehrn. Am 1. Juli 1966 wechselte das Talent zur Eintracht Frankfurt. Er kam in der Saison 1967/68 als Profi zu seinem Debüt in der Bundesliga. Am 4. November 1967, dem 12. Spieltag, wurde Hölzenbein beim 1:1 gegen den Hamburger SV von Trainer Elek Schwartz in der 78. Minute für Heiko Racky eingewechselt.
In der Bundesliga spielte er von 1967 bis 1981 420 Mal für Eintracht Frankfurt und gewann mit der Mannschaft 1974, 1975 und 1981 den DFB-Pokal sowie 1980 den UEFA-Pokal. Die 160 Bundesligatore von „Holz, Frankfurts Stolz“ sind noch immer Vereinsrekord in der deutschen Elitespielklasse.
Nach dem Pokalendspiel am 2. Mai 1981 wechselte Hölzenbein zu den Fort Lauderdale Strikers in die USA. Mit den Memphis Americans (1983/84) sowie den Baltimore Blasts, für die er 1985 die US-Hallenrunde bestritt, war er für weitere US-Vereine aktiv. Zum Ende seiner Karriere 1986 kehrte er nach Deutschland zurück und spielte vom Januar bis Juni 1986 für den FSV Salmrohr in der Oberliga Südwest. Hier feierte er mit diesem Klub im Jahr 1986 den Aufstieg in die 2. Bundesliga.

### Auswahleinsätze
Am 7. Mai 1969 beim 2:2-Unentschieden gegen die Auswahlmannschaft Österreichs in Graz und am 24. September 1969 bei der 1:2-Niederlage gegen die Auswahlmannschaft Rumäniens in Bukarest bestritt Hölzenbein zwei Länderspiele für die damalige U-23-Nationalmannschaft des DFB. Danach bestritt er am 29. März 1972 sein einziges Länderspiel für die B-Nationalmannschaft, die in Tatabánya gegen die Auswahl Ungarns mit 2:1 gewann.
Für die A-Nationalmannschaft spielte er von 1973 bis 1978 vierzigmal und erzielte fünf Tore. Sein erstes Turnier war die Fußball-WM 1974 in Deutschland. Bis auf ein Spiel gegen die DDR wurde er in jedem Spiel eingesetzt. 1974 wurde er in München mit der Nationalelf Fußballweltmeister. Nachdem Hölzenbein im WM-Finale gegen die Niederlande im Strafraum von Wim Jansen zu Fall gebracht worden war, schoss Paul Breitner per Elfmeter das Tor zum 1:1. Die Ansichten über die Berechtigung des Strafstoßes gingen auch nach Betrachtung der Zeitlupe auseinander. Die Bild-Zeitung behauptete einige Wochen nach dem Finale, Hölzenbein habe zugegeben, dass er sich fallen ließ, musste diese Behauptung jedoch später mit dem Abdruck einer Gegendarstellung widerrufen. Hölzenbein bestritt nachdrücklich, diese Aussage je getätigt zu haben. Im Buch "1974 – Eine deutsche Begegnung" von Bestsellerautor Ronald Reng erzählt Hölzenbein, er habe "ein bisschen angeberisch gegrinst und nichts gesagt", als ihn Bild-Reporter Karl-Walter Reinhardt damit konfrontierte, er wisse, wie Hölzenbein zu so vielen Elfmetern komme. Daraus habe Reinhardt angebliche Zitate fabriziert wie "Ich habe mich bei den Elfmetern im WM-Halbfinale und Finale fallen gelassen."  Hölzenbein wies zudem darauf hin, dass neuere Technik (DVD) es jedem ermögliche, das Foul und damit die Berechtigung des Elfmeters nachzuvollziehen. Dennoch fand die Bezeichnung „Schwalbe“ durch diesen Vorfall Eingang in die niederländische Sprache. In der 86. Minute wurde Hölzenbein im niederländischen Strafraum deutlich gefoult, doch der englische Schiedsrichter Jack Taylor verweigerte den dritten Elfmeter im Finale.
Hölzenbein nahm zwei Jahre später an der Europameisterschaft 1976 teil. Im Finale von Belgrad erzielte er in der 90. Minute per Kopfballtor den Ausgleich zum 2:2; letztlich unterlag Deutschland im Elfmeterschießen gegen die Tschechoslowakei und wurde Vizeeuropameister. Sein letztes Länderspiel war gleichzeitig sein einziger Einsatz bei der Weltmeisterschaft 1978 in Argentinien, wo er bei der 2:3-Niederlage gegen Österreich, die das Ausscheiden bedeutete und als Schmach von Córdoba in die deutsche Fußballgeschichte einging, ebenfalls den Ausgleich zum 2:2 erzielte. In 40 Spielen waren ihm fünf Treffer gelungen.

### Erfolge
- Fußball-Weltmeisterschaft 1974
- Europameisterschaftsfinalist 1976
- UEFA-Pokal Sieger 1980
- DFB-Pokalsieger 1974, 1975, 1981
- kicker: Mannschaft der Saison 1976

## Berufliche Laufbahn
Nach dem Abschluss der Realschule erlernte Hölzenbein den Beruf des Kaufmanns, verlegte sich dann aber hauptberuflich aufs Fußballspielen. Am Ende seiner aktiven Laufbahn war Hölzenbein kurzzeitig Co-Trainer bei Viktoria Aschaffenburg. Von November 1988 bis November 1994 war der Ex-Nationalspieler Vizepräsident von Eintracht Frankfurt und füllte die Rolle des Managers aus; vom 1. Dezember 1994 bis 4. November 1996 war Hölzenbein bei Eintracht Frankfurt offiziell als Manager tätig. Hölzenbein war in dieser Zeit für die Zusammenstellung des Kaders und die Verpflichtung neuer Spieler verantwortlich. Seine Arbeit legte den Grundstein für den Aufschwung von Eintracht Frankfurt in den 1990er Jahren – der sog. Fußball 2000. In diese Zeit fällt aber auch der erste Abstieg von Eintracht Frankfurt aus der Bundesliga 1996.
Hölzenbein war zu dieser Zeit außerdem Eigentümer eines Tennis- und Squash-Zentrums in Sprendlingen.
Ab 2004 war er als sportlicher Berater und Leitender Scout bei Eintracht Frankfurt tätig. Außerdem war er ein von Franz Beckenbauer ernannter Botschafter der Fußball-Weltmeisterschaft 2006 und unterstützte als Schirmherr das Forschungsprojekt STOCCER (eine Fußballbörse für Fußballmeisterschaften an der Fans virtuelle Aktien von Fußballmannschaften handeln können) zu dieser Fußball-Weltmeisterschaft.
Bernd Hölzenbein gehörte dem Kuratorium der Stiftung Jugendfußball an. Die Stiftung Jugendfußball wurde im Jahr 2000 von Jürgen Klinsmann, weiteren erfolgreichen Nationalspielern sowie den Dozenten des Fußball-Lehrer-Sonderlehrgangs gegründet.

## Privates
Bernd Hölzenbein wohnte zuletzt im Neu-Isenburger Stadtteil Gravenbruch. Er war verheiratet und hatte zwei erwachsene Kinder. Hölzenbein starb nach langer, schwerer Krankheit im Alter von 78 Jahren.

## Trivia
Die Folge „Einfach irre“ (Staffel 4, Folge 7) der RTL-Sitcom Alles Atze dreht sich um ein Sammelbild von Bernd Hölzenbein.
Im Spielfilm Verliebt in Amsterdam (Deutschland 2017) wird Hölzenbeins WM-1974-„Schwalbe“ ausführlich und auf amüsante Weise thematisiert – wobei wenigstens dort am Ende Einigkeit zwischen der deutschen und niederländischen Partei besteht, wie das Foul zu bewerten ist.

## Ehrungen
- Anlässlich des Gewinns der Fußballweltmeisterschaft 1974 wurde Hölzenbein das Silberne Lorbeerblatt verliehen.
- Bernd Hölzenbein war Ehrenspielführer von Eintracht Frankfurt.
- Seit dem 30. April 2025 heißt die Sportanlage in seinem Heimatort Dehrn offiziell "Bernd-Hölzenbein-Sportanlage". Dort erinnert ab sofort eine Stele an ihn. Zur Einweihung fand ein Gedenkspiel zwischen der Traditionsmannschaft von Eintracht Frankfurt und einer Ü40-Auswahl des TuS Dehrn statt.[12]
- Seit dem 23. Januar 2013 ziert ein Abbild von ihm eine der zwölf „Säulen der Eintracht“ im U-Bahnhof Willy-Brandt-Platz in Frankfurt.[13]
- Am 3. Dezember 2014 wurden Bernd Hölzenbein und Jürgen Grabowski vom hessischen Ministerpräsidenten Volker Bouffier mit dem Hessischen Verdienstorden ausgezeichnet.[14]
- Zur Bundesliga-Saison 2025/26 erhielt die Haupttribüne im Deutsche Bank Park den Namen „Bernd-Hölzenbein-Tribüne“, um den langjährigen Spieler und Funktionär von Eintracht Frankfurt zu ehren.[15]